# Liste der Biografien/Zay
Liste der Biografien |
Portal Biografien |
Personensuche
# |
A |
B |
C |
D |
E |
F |
G |
H |
I |
J |
K |
L |
M |
N |
O |
P |
Q |
R |
S |
T |
U |
V |
W |
X |
Y |
Z |
?
 
Za |
Zb |
Zc |
Zd |
Ze |
Zf |
Zg |
Zh |
Zi |
Zj |
Zk |
Zl |
Zm |
Zn |
Zo |
Zr |
Zs |
Zu |
Zv |
Zw |
Zy |
Zz
 
Zaa |
Zab |
Zac |
Zad |
Zae |
Zaf |
Zag |
Zah |
Zai |
Zaj |
Zak |
Zal |
Zam |
Zan |
Zao |
Zap |
Zaq |
Zar |
Zas |
Zat |
Zau |
Zav |
Zaw |
Zax |
Zay |
Zaz
Die Liste der Biografien führt alle Personen auf, die in der deutschsprachigen Wikipedia einen Artikel haben. Dieses ist eine Teilliste mit 37 Einträgen von Personen, deren Namen mit den Buchstaben „Zay“ beginnt.

## Zay
- Zay, Adele (1848–1928), Pädagogin und Frauenrechtlerin
- Zay, Jean (1904–1944), französischer Politiker
- Zay, Karl (1754–1816), Schweizer Arzt und Politiker
- Zay, Karl von (1783–1854), Schweizer Politiker
- Zay, Marie von (1779–1842), aus Ungarn stammende Schriftstellerin und Dramatikerin

### Zaya
- Zaya Pandita (1599–1662), mongolischer Geistlicher des Buddhismus
- Zaya, Nikolaus († 1863), Patriarch der chaldäisch-katholischen Kirche
- Zayak, Elaine (* 1965), US-amerikanische Eiskunstläuferin
- Zayas y Alfonso, Alfredo (1861–1934), Präsident von Kuba (1921–1925)
- Zayas, David (* 1962), US-amerikanischer SchauspielerDavid Zayas (* 1962)

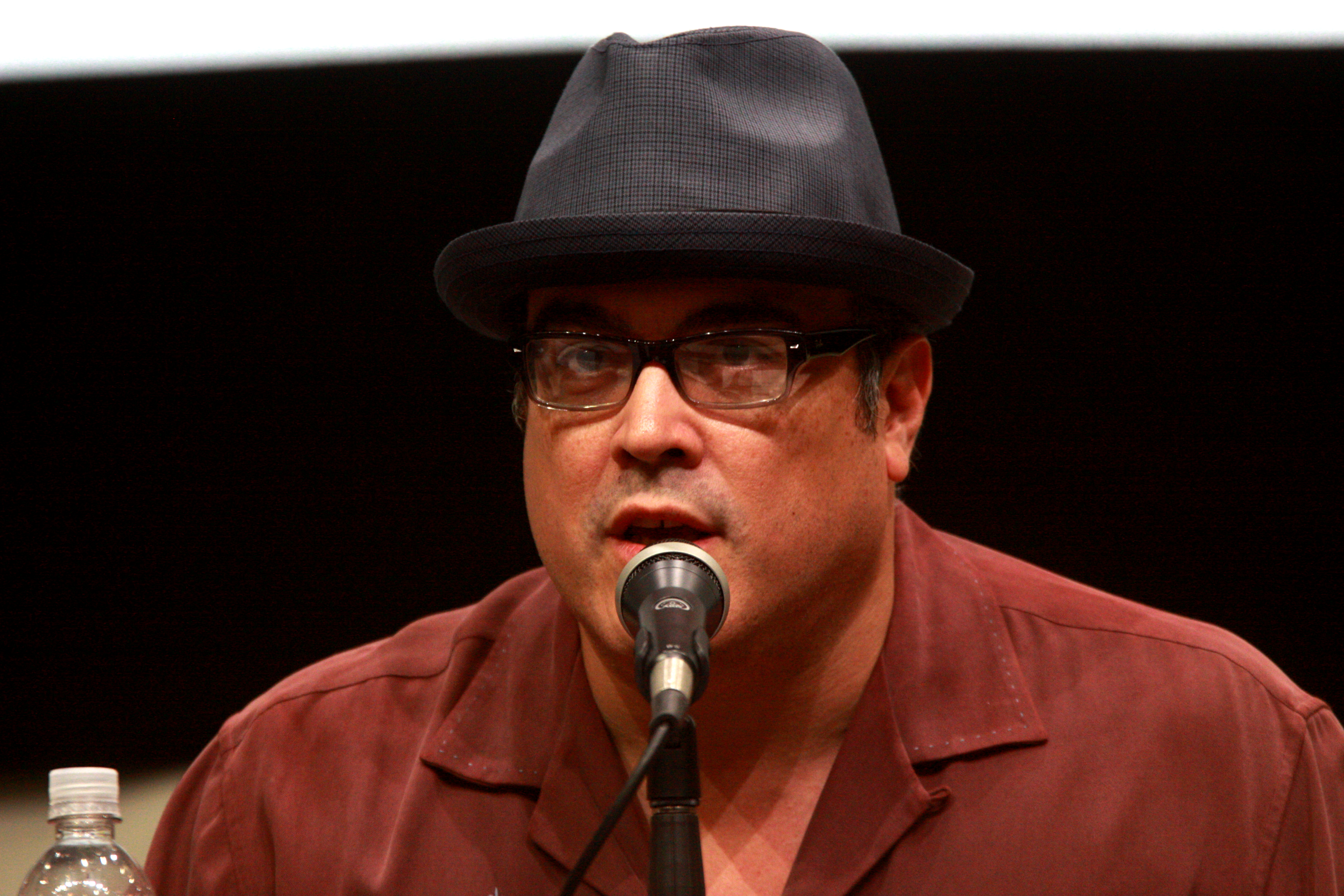
David Zayas (* 1962)

- Zayas, Edgardo (1964–2017), puerto-ricanischer Opernsänger, Konzertsänger und Gesangspädagoge (Tenor)
- Zayas, José Pascual de (1772–1827), spanischer General im Befreiungskrieg gegen Napoleon
- Zayas, Juana (* 1940), kubanische Pianistin
- Zayas, Luis (* 1997), kubanischer Leichtathlet
- Zayas, María de (* 1590), spanische Schriftstellerin
- Zayas, Marius de (1880–1961), mexikanischer Karikaturist, Maler, Autor und Galerist
- Zayas, Napoleón (1904–1979), dominikanischer Merengue-Musiker, Komponist, Saxophonist und Orchesterleiter
- Zayas-Bazán, Roger, dominikanischer Sänger
- Zayatte, Kamil (* 1985), guineischer Fußballspieler

### Zayb
- Zaybu, nabatäischer Steinmetz oder Bildhauer

### Zayd
- Zaydel, Tadeusz, polnischer Skisportler

### Zaye
- Zayed, Éamon (* 1983), libyscher Fußballspieler
- Zayed, Ebtisam (* 1996), ägyptische Radsportlerin
- Zayed, Mousa Shanan (* 1994), katarischer Tennisspieler
- Zayek, Francis Mansour (1920–2010), libanesischer römisch-katholischer Bischof, Erzbischof der Eparchie Saint Maron von Bruklin
- Zayets, Vladimir (* 1981), aserbaidschanischer Dreispringer

### Zayi
- Zayid, Mabruk (* 1979), saudi-arabischer Fußballtorhüter
- Zayid, Mubarak Shannan (* 1995), katarischer Tennisspieler

### Zayn
- Zayn (* 1993), britischer SängerZayn (* 1993)

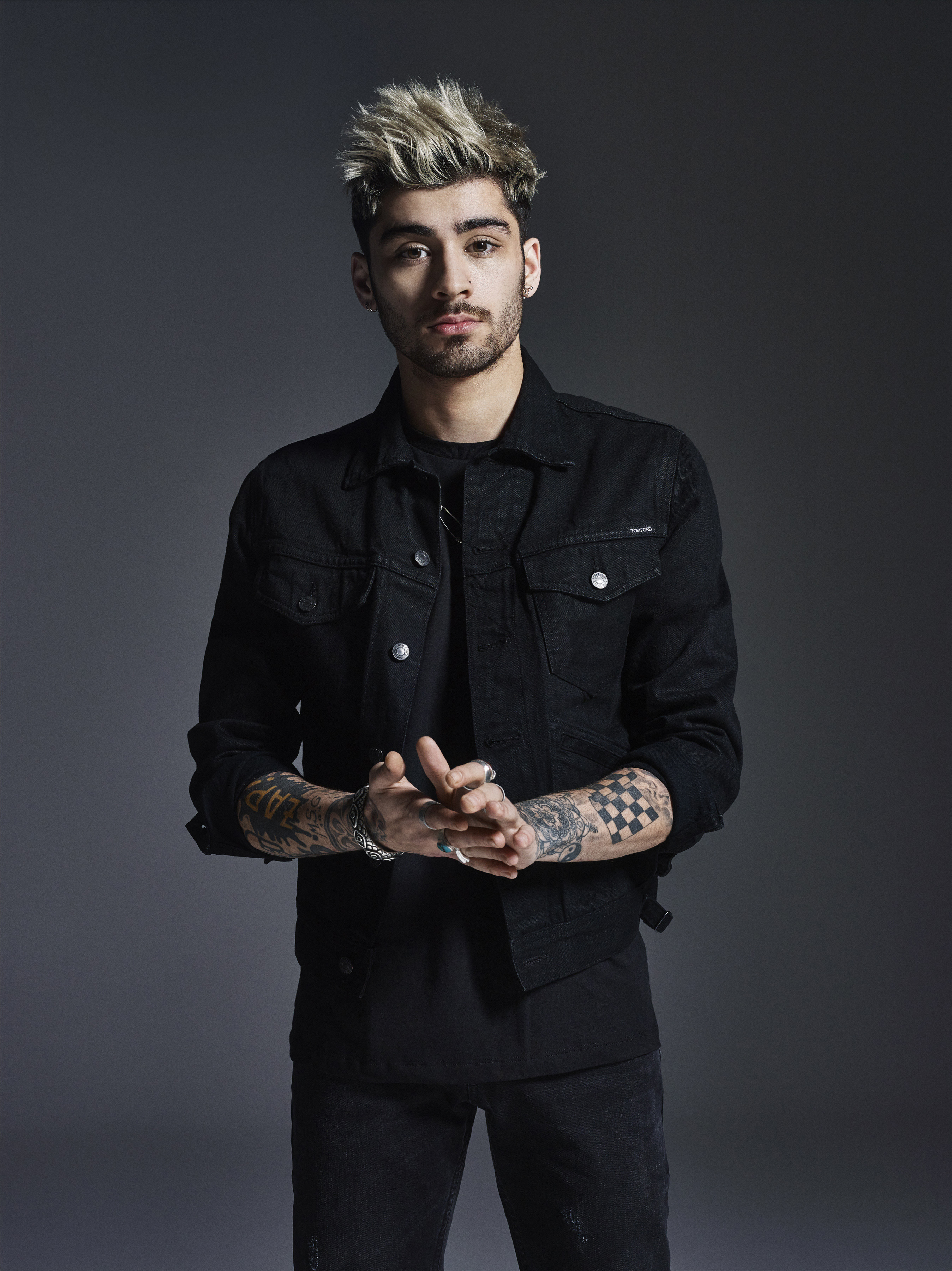
Zayn (* 1993)

- Zayn, Sami (* 1984), kanadischer Wrestler
- Zaynard, Hermine (1913–1943), österreichische technische Zeichnerin und Widerstandskämpferin gegen den Nationalsozialismus
- Zayner, Jed (* 1984), US-amerikanischer Fußballspieler
- Zayner, Josiah (* 1981), US-amerikanischer Biohacker, Künstler und Wissenschaftler

### Zays
- Zaysev, Ivan (* 1988), usbekischer Speerwerfer
- Zaysev, Viktor (* 1966), usbekischer Speerwerfer

### Zayt
- Zaytsev, Ivan (* 1988), italienischer Volleyballspieler

### Zayy
- Zayyat, Latifa az- (1923–1996), arabische Schriftstellerin